# Borders (Kensington)
Borders is het eerste studioalbum van de Nederlandse rockgroep Kensington die werd uitgebracht op 16 juli 2010.
Na 7 maanden belandde het album in de Nederlandse Album Top 100, waar de piekpositie 67 was. Het album bevat 3 singles:
- Youth (die oorspronkelijk uit de ep van Kensington Youth kwam, maar opnieuw is opgenomen voor Borders)
- When It All Fals Down
- Let Go

Het muzieklabel voor het album was Bladehammer.

## Tracklist
| Nr.          | Titel                  | Duur  |
| ------------ | ---------------------- | ----- |
| 1            | Let Go                 | 3:12  |
| 2            | Youth                  | 3:06  |
| 3            | I Was Too Scared       | 4:07  |
| 4            | All That I Know        | 3:35  |
| 5            | When It All Falls Down | 3:20  |
| 6            | The Heart Of It        | 3:33  |
| 7            | So Am I                | 4:17  |
| 8            | Waiting for a Sign     | 3:37  |
| 9            | Franklin Exits         | 3:05  |
| 10           | Not as Bright          | 3:07  |
| 11           | What's Gotten Into Us  | 2:48  |
| 12           | Friendly Fire          | 3:49  |
| 13.          | Thieves and Murderers  | 3:39  |
| Totale Duur: | Totale Duur:           | 45:14 |

Eloi Youssef · Casper Starreveld · Niles Vandenberg · Jan Haker